# 四川省绵阳中学
31°27′57″N 104°43′22″E / 31.46583°N 104.72278°E

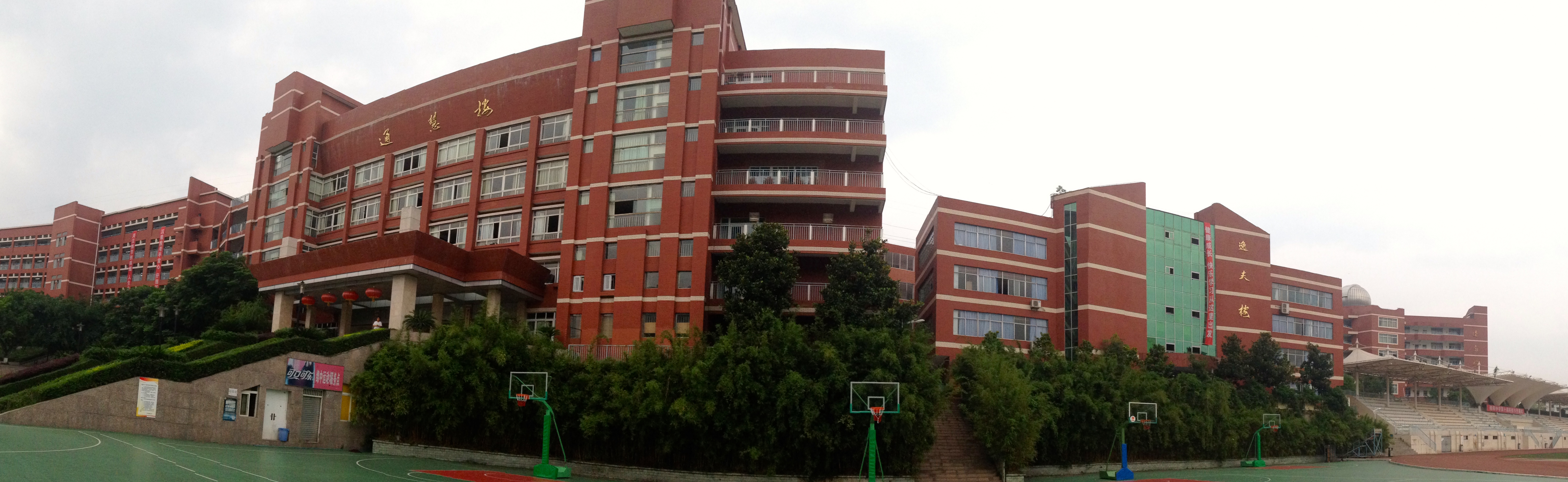
绵阳中学校内

四川省绵阳中学，简称绵阳中学、绵中，位于四川省绵阳市，是一所成立于1957年的公立高级中学，目前为四川省一级示范性普通高级中学、国家级示范性高中，在校学生及教职工人数众多，高考成绩、学科竞赛、保送、自主招生等指标在四川省名列前茅。。
狭义的绵阳中学，指的是绵阳中学本部。广义上，还包括绵阳中学实验学校、与外地合作开办的绵阳中学陇南育才学校、绵阳中学资阳育才学校；另外，还有私立性质的绵阳中学英才学校（初中、小学、幼稚园）、绵阳中学育才学校。

## 历史大事
- 1957年，四川省绵阳中学成立。
- 1985年，成为绵阳市教委直属学校。
- 1994年，成为四川省直属重点中学。
- 2000年，成为国家级示范性高中。
- 2003年，与汉龙集团联合创立绵阳中学英才学校。
- 2010年，与绵阳教育投资集团联合创立绵阳中学实验学校。
- 2012年，创办绵阳中学育才学校。
- 2013年，创办绵阳中学资阳实验学校、绵阳中学陇南育才学校。
- 2014年，成为四川省一级示范性普通高中。
- 2020年，获得四川省政府最高奖——天府质量奖。

## 校园环境
绵阳中学（本部）包含主园区和高三园区两个彼此相连的部分，依托西山，占地300余亩，校园呈长条状。
校舍建筑面积13.3万多平方米，所有建筑的主色调为朱红色，学校内部现有教学设施及生活设施大部分为2000年后新建。
主园区的建筑，两座教学楼（铭志楼、远志楼），一座行政楼（通慧楼），五座寝室楼（1号楼、2号楼、3号楼、4号楼、5号楼、6号楼，其中3号楼和4号楼实际上为一座楼，依居住人数由铁丝网隔断为两个区域），另有一座图书楼、一座科技楼、一座食礼堂楼（四楼为礼堂）。
高三园区的建筑，有一座教学楼（远翔楼），一座食堂楼，三座寝室楼，一座体育馆。

### 教学楼

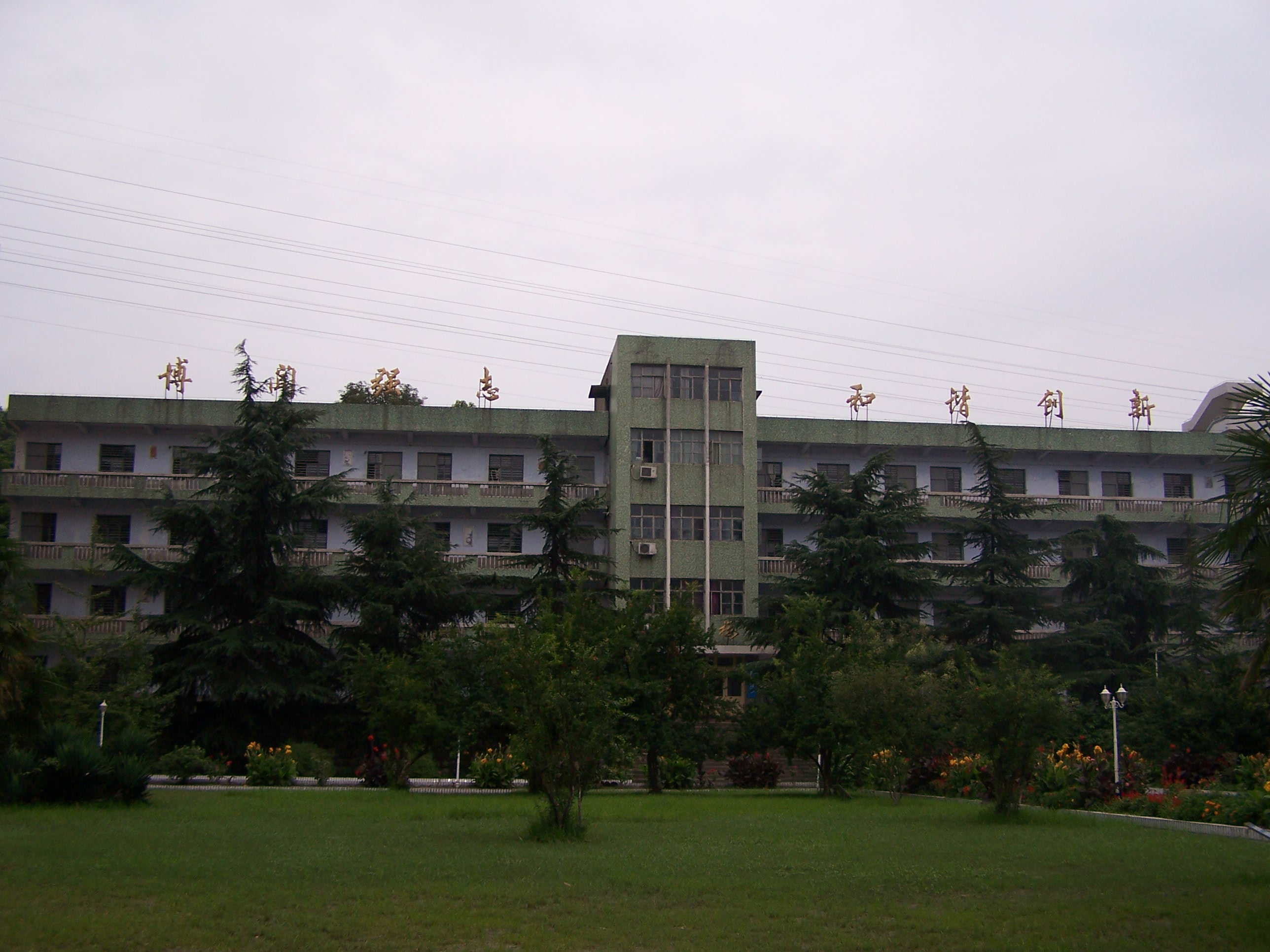
老通慧楼（已拆除）

- 远志楼：为一栋红色外墙教学楼，主要当作常规教学楼使用。此楼一至三层分别有一个阶梯教室，四至六楼分别有一个机房。
- 通慧楼：原为校内一栋老教学楼，被戏称为“青楼”。于2006年被拆除，原址新建实验大楼，也命名为通慧楼。现主要为校领导办公、学生实验室、竞赛班教室（非主要）。
- 铭志楼：铭志楼原专指校内一栋黄色外墙教学楼，后2004年新建成的教学楼也被命名为铭志楼。
- 六艺楼：一楼有阅览室，音乐、美术、摄影等课程也通常在此进行，其顶楼作为竞赛班教室使用。
- 远翔楼：高三区域教学楼。

### 逸夫图书楼
位于远志楼旁，顶部设置一天文台。楼内教室一般为空置状态，当学生数过多，教室、寝室难以安排时，亦有将教室改为寝室的情况发生。
四、五、六楼各设置一信息机房用于信息技术授课。楼下设置有乒乓球台若干。

### 食礼堂
- 远航楼：绵阳中学标志性建筑，形似一艘航空母舰，寓意绵阳中学是“教育界的航母”。

食堂与礼堂均位于此建筑内。一至三楼为食堂，四楼为礼堂。附楼设置有绵阳中学恒温游泳馆，游泳馆未开业时作为校排球队训练场所。

### 学生公寓
- 兰慧园
- 博达轩
- 新学生公寓

## 学科竞赛
学科竞赛在中国颇受争议，被部分人士视为“超前教育”。然而，学科竞赛是绵阳中学办学特色之一。几月前绵阳中学为扩大学科竞赛学生规模组建了竞赛B班，但因近日中国教育部推出的“强基计划”解散。竞赛A班也受到了一定影响，但没有进一步动作。

## 班型
目前有：
- 清北班(文科清北班和理科清北班)
- 准清北班
- 小火箭班
- 大火箭班
- 平行班
- 航空班
- 创新班（即绵阳中学英才学校直升班,由绵阳中学英才学校与绵阳中学联合创立，实施“2+4”模式，初中2年高中4年）

## 知名校友
- 郑南宁，原西安交通大学校长、中国工程院院士、中国共产党第十八次全国代表大会代表。
- 王恒丰，原四川省副省长。
- 杨海清，四川省政协副主席。
- 李佳明，中央电视台主持人，主持节目有开心辞典、寻宝等。

## 争议
2006年5月25日国内报刊《南方周末》曾披露绵阳中学、绵阳南山中学的“掐尖”行为，这两所学校每年都会到全省各地寻找优质生源及教师以扩大自身实力，加剧了该省的教育资源分配不均。这样的行为遭到了其他地区的不满，并以此向四川省教育厅投诉。后绵阳中学、南山中学等学校通过设立实验校区的方式，变相招收外地生源。